# Rokkasho
Rokkasho (六ヶ所村?) è un villaggio giapponese della prefettura di Aomori.